# إدوارد كولز
إدوارد كولز (بالإنجليزية Edward Coles) وهو سياسي أمريكي ينتمي إلى الحزب الديمقراطي - الجمهوري ولد إدوارد كولز في 15 كانون الاول - ديسمبر من سنة 1786 في مقاطعة البمارل بولاية فرجينيا شغل كولز منصب حاكم على ولاية الينوي ما بين عامي 1822 إلى عام 1826. توفي إدوارد كولز في 7 تموز - يوليو من سنة 1868 في مدينة فيلادلفيا بولاية بنسلفانيا.